# Казанское сельское поселение (Казанский район)
Казанское се́льское поселе́ние — муниципальное образование в Казанском районе Тюменской области Российской Федерации.
Административный центр — село Казанское.

## История
Статус и границы сельского поселения установлены Законом Тюменской области от 5 ноября 2004 года № 263 «Об установлении границ муниципальных образований Тюменской области и наделении их статусом муниципального района, городского округа и сельского поселения».
Законом Тюменской области от 25 мая 2017 года № 24, 25 мая 2017 года были преобразованы, путём их объединения, Казанское и Новоселезневское сельские поселения — Казанское сельское поселение с административным центром в селе Казанское.

## Население
| 2010  | 2011  | 2012  | 2013  | 2014  | 2015  | 2016  |
| ----- | ----- | ----- | ----- | ----- | ----- | ----- |
| 5932  | ↘5926 | ↗5993 | ↗6007 | ↗6081 | ↗6142 | ↗6174 |
| 2017  | 2018  | 2019  | 2020  | 2021  |       |       |
| ↗6206 | ↗9926 | ↘9884 | ↗9928 | ↘8780 |       |       |

## Состав сельского поселения
| № | Населённый пункт | Тип населённого пункта       | Население |
| - | ---------------- | ---------------------------- | --------- |
| 1 | Казанское        | село, административный центр | ↘5588     |
| 2 | Новоселезнево    | посёлок                      | ↗3408     |
| 3 | Шадринка         | деревня                      | 204       |